# Parque nacional Kanangra-Boyd
El parque nacional Kanangra-Boyd es un parque nacional en Nueva Gales del Sur (Australia), ubicado a 100 km al oeste de Sídney sobre una meseta elevada dentro de la cordillera de las Montañas azules.
Entre sus características más resaltantes están las Cataratas Kanangra y los acantilados de Kanangra. Para los expertos en travesías por el bosque el parque ofrece diversas oportunidades de recorridos. Igualmente se pueden hacer paseos en canoa y visita de cavernas entre otras actividades. El parque dispone de una zona para acampar.
Forma parte de la Región de las Montañas Azules, declarada en 2000 Patrimonio de la Humanidad en Australia según la Unesco.